# Juliane Koepcke
Juliane Koepcke, också känd som Juliane Diller, född 10 oktober 1954, är en tysk-peruansk zoolog. Som tonåring blev hon 1971 känd som enda överlevande efter en flygkrasch (LANSA Flight 508), och efter att ensam ha tillbringat elva dagar i Amazonas regnskog.

## Barndom
Juliane Koepcke föddes 1954 i Lima, Peru, där hennes tyska föräldrar arbetade vid Museo de Historia Natural i Lima. Hon var enda barnet till biologen Hans-Wilhelm Koepcke och ornitologen  Maria Koepcke. När Juliane var 14 år beslöt hennes föräldrar sig för att lämna Lima och etablera en forskningsstation Panguana i Amazonas regnskog. Hon blev ett "djungelbarn" och lärde sig överlevnadsteknik. Ansvariga skolmyndigheter misstyckte och Juliane var tvungen att återvända till Colegio Peruano Alemán Alexander von Humboldt i Lima för att ta sin examen. Hon utexaminerades den 23 december 1971.

## Flygkraschen
Julianes mamma Maria arbetade i Lima när Juliane gick ut skolan. Maria ville återvända till Panguana den 19 eller 20 december, men Juliane ville närvara vid examensceremonin den 22 december. Maria samtyckte och de bestämde i stället att åka med ett flyg på julafton. Alla flyg var fullbokade förutom ett med Líneas Aéreas Nacionales S.A. (LANSA). LANSA hade dåligt rykte och Julianes pappa Hans-Wilhelm hade tidigare uppmanat Maria att undvika att flyga med flygbolaget.
Flygplanet LANSA Lockheed L-188 Electra OB-R-941 träffades av ett blixtnedslag under en kraftig åskstorm och bröts isär 3,2 kilometer över marken. Koepcke, som satt fastspänd i stolen överlevde fallet till marken med ett brutet nyckelben, en blessyr på högerarmen och med höger öga igensvullet. "Jag satt absolut fastspänd i flygplansstolen när jag föll," sa hon senare. "Den måste ha vänt sig och skyddat mig vid nedslaget; annars hade jag inte överlevt."
Det första som Koepcke gjorde var att leta efter sin mamma, som hade suttit bredvid henne, men hennes letande var förgäves. Hon fick senare veta att hennes mamma till en början hade överlevt kraschen, men hade dött av sina skador flera dagar senare.
Koepcke hittade några sötsaker som blev hennes enda föda. Efter att ha letat efter sin mamma och andra passagerare hittade hon en liten bäck. Hon vadade fram i knähögt vatten nedför strömmen från där hon landat, förlitande sig på den överlevnadsregel som hennes pappa hade lärt henne, att ta sig nedströms till slut leder till civilisationen.
Efter tio dagar hittade hon en båt som låg förtöjd nära ett vindskydd, och upptäckte att båtens bensintank var delvis fylld. Koepcke hällde bensinen över sina sår, och lyckades få bort fluglarverna från sin arm. Hon berättade senare om sina nödvändiga åtgärder den dagen: "Jag kom ihåg att jag hade sett min pappa när han kurerade en hund från mask i djungeln med hjälp av bensin. Jag hade lite bensin och hällde det på mig själv. Jag räknade maskarna när de började krypa ut, det var 35 stycken på min arm. Jag stannade kvar där men jag ville ge mig av. Jag ville inte ta båten för jag ville inte stjäla den."
Eftersom det redan var mörkt lade sig Koepcke att sova i det lilla vindskyddet, och på morgonen hittades hon av en liten grupp fiskare som bodde i närheten och tog henne till sin by. Dagen efter erbjöd sig en pilot att flyga henne till sjukhuset i Pucallpa. Dagen efter att hon kommit till sjukhuset träffade Koepcke sin pappa igen. Överväldigade av känslor blev deras möte "en stund utan ord".
När hon hade återhämtat sig från sina skador bistod Koepcke med att hitta nedslagsplatsen och de omkomnas kroppar. Den 12 januari hittade sökgrupperna Maria Koepcke's kropp.

## Följder
| ”                       | Jag hade mardrömmar under lång tid, i flera år, och naturligtvis kom sorgen om min mors död och de andra människorna tillbaka om och om igen. Tanken ”Varför var jag den enda överlevande?” hemsöker mig. Det kommer den alltid att göra. | „ |
| – Juliane Koepcke, 2010 | |   |

Koepckes osannolika överlevnad har varit föremål för många spekulationer. Det är känt att hon var fastspänd med säkerhetsbälte i sitt säte och därmed något skyddad och dämpad, men det har också lagts fram teorier om att det yttre paret av säten – de på vardera sidan av Koepcke, som satt fästa vid hennes som en del av en rad om tre – fungerade som en fallskärm och bromsade upp hennes fall. Nedslaget kan också ha mildrats av åskvädrets uppvindar och landningsplatsens tjocka lövverk. Hon flyttade senare till Tyskland, där hon återhämtade sig efter sina skador. Precis som sina föräldrar studerade hon biologi vid Kiels universitet och tog examen 1980. Hon doktorerade vid Münchens universitet och återvände till Peru för att forska inom däggdjur med inriktning på fladdermöss. Koepcke gav 1987 ut sin doktorsavhandling, Ecological study of a bat colony in the tropical rain forest of Peru. Nu, känd som Juliane Diller, arbetar hon som bibliotekarie Bavarian State Zoological Collection i München. Hennes självbiografi, Als ich vom Himmel fiel (När jag föll ner från himlen), publicerades den 10 mars 2011 av Piper Verlag, för vilken hon 2011 belönades med Corine Literature Prize.

## Filmer
Koepckes erfarenheter har resulterat i en fiktiv film och en dokumentärfilm. Den första var lågbudgetfilmen I miracoli accadono ancora (1974), av den italienska filmskaparen Giuseppe Maria Scotese. Den släpptes på engelska som Miracles Still Happen (1975) och kallas ibland The Story of Juliane Koepcke.
Tjugofem år senare gjorde regissören Werner Herzog om historien i sin film Wings of Hope (1998). Herzog skulle ha varit på flyget, medan han letade efter Aguirre, Guds vrede, men ändrade sin resplan i sista minuten. Koepcke följde med honom på ett besök på olycksplatsen, en resa som hon beskriver som "en sorts terapi" för henne.